# Johann Schadenbauer
Johann Schadenbauer (auch Hans Schadenbauer) (* 18. Juni 1937 in Maria Lankowitz) ist ein österreichischer Komponist und Dirigent und war von 1971 bis 2002 Militärkapellmeister.

## Leben
Schadenbauer erhielt während der Schulzeit Klarinettenunterricht und wirkte bei der Bergkapelle Piberstein mit. Im Jahr 1957 rückte er zur Militärmusik Steiermark ein. Nach abgeschlossenem Klarinettenstudium an der Musikhochschule Wien und absolvierter Prüfung zum Militärkapellmeister war er von 1. Juli 1971 bis 30. November 1975 Kapellmeister der Militärmusik Burgenland, daneben unterrichtete er am Konservatorium Eisenstadt. Ab 1. Dezember 1975 war er Kapellmeister der Gardemusik in Wien. Mit der Diplomarbeit zum Thema Die Militärmusik des ersten Bundesheeres in der Bundeshauptstadt Wien (1918-1938) graduierte Schadenbauer zum Magister artium. Am 30. November 2002 ging Schadenbauer im Dienstgrad eines Obersts in den Ruhestand, Nachfolger wurde Bernhard Heher.
Ab 1978 war er in Nachfolge von Friedrich Hodick Landeskapellmeister des Wiener Blasmusikverbandes (WBV). In dieser Funktion hatte er ab 1981 die künstlerische Gesamtleitung des Österreichischen Blasmusikfestes inne. Am 28. März 2009 übergab er die Funktion des Landeskapellmeisters an Herbert Klinger. Schadenbauer ist nunmehr Ehrenkapellmeister des WBV.
Mit dem Original C.M. Ziehrer Orchester sowie der Gardemusik Wien hat er zahlreiche Alben aufgenommen. Mit dem Ziehrer Orchester sorgt er auch für die musikalische Umrahmung von Wiener Bällen.

## Auszeichnungen
- 1982: Goldenes Verdienstzeichen der Republik Österreich[11]
- 1986: Ehrenmedaille der Stadt Wien in Gold[1]
- 1991: Verleihung des Berufstitels Professor[2]
- 2002: Österreichisches Ehrenkreuz für Wissenschaft und Kunst I. Klasse[11]

## Kompositionen für Blasorchester
- 1982: Ehre und Pflicht. Dem Gardebataillon des österreichischen Bundesheeres gewidmet.
- 1990: Festlicher Auftakt
- 1995: Oberst Liwa Marsch. DNB 350994757
- 1995: Freizeit und Kultur
- 1997: Dr. Michael Häupl-Marsch
- 1998: Majcen-Marsch
- Dr. Helmut Zilk-Marsch
- Dr. Thomas Klestil-Marsch[12]
- Schollmeyer-Marsch
- Schrems-Marsch

## Diskografie
- Lachen, Kosten, Tanzen!. Original C.M. Ziehrer Orchester, Dirigent Hans Schadenbauer, Vol. 2
- Beim Militär. Dirigent Hans Schadenbauer, Vol. 3
- Kaiserklänge aus Alt-Wien, Original C.M. Ziehrer Orchester, Dirigent Hans Schadenbauer, Vol. 5
- Salut für Ziehrer. Gardemusik Wien, Dirigent Hans Schadenbauer, Vol. 6
- Wiener Spezialitäten. Original C.M. Ziehrer Orchester, Dirigent Hans Schadenbauer, Vol. 7
- Durch die Lüfte. Original C.M. Ziehrer Orchester, Dirigent Hans Schadenbauer, Vol. 9
- Bewegtes Leben. Original C.M. Ziehrer Orchester; Dirigent Hans Schadenbauer, Vol. 11
- Herreinspaziert. Streichorchester der Gardemusik Wien, Dirigent Hans Schadenbauer, Klavier Renate Grell, Vol. 13
- Urwiener Raritäten. Original C.M. Ziehrer Orchester, Dirigent Hans Schadenbauer, Vol. 14
- Wann der Ziehrer spielt... Gardemusik Wien, Dirigent Hans Schadenbauer
- Österreichs Gardemusik spielt Ziehrer. Gardemusik Wien, Dirigent Hans Schadenbauer
- Märsche aus dem kaiserlichen Wien. Original C. M. Ziehrer Orchester, Dirigent Hans Schadenbauer, Vol. 16
- Wiener Luft. Original C. M. Ziehrer Orchester, Dirigent Hans Schadenbauer, Vol. 17
- Naturstimmen. Original C. M. Ziehrer Orchester, Dirigent Hans Schadenbauer, Vol. 18
- Der Himmel voller Geig'n. Original C.M. Ziehrer Orchester, Dirigent Hans Schadenbauer, Vol. 19